# Really Useful Group
The Really Useful Group Ltd. (RUG) – spółka producencka założona w 1977 roku przez Andrew Lloyda Webbera. Zajmuje się produkcją teatralną, filmową, telewizyjną, koncertową, merchandisingiem, rejestrowaniem i publikowaniem nagrań muzycznych.  

## Historia
Firma powstała w 1977 roku, kiedy Lloyd Webber, sfrustrowany warunkami umowy z impresario Robertem Stigwoodem, postanowił przejąć większą kontrolę nad zarządzaniem swoją twórczością. Prawa do wszystkich kompozycji i produkcji Lloyd Webbera utworzonych po 1977 są własnością firmy. Nazwa została zainspirowana zwrotem z serii książek dla dzieci The Railway Series (późniejszej inspiracji do stworzenia musicalu  Starlight Express), w której lokomotywy są określane jako „Really Useful Engines”. 
The Really Useful Group pojawiła się na giełdzie w 1986 roku. Cztery lata później Lloyd Webber wycofał spółkę z giełdy odsprzedając 30% akcji PolyGram. W 1999 kompozytor odkupił 30% udziałów od  Universal (który w międzyczasie uzyskał  akcje na drodze przekształceń kapitałowych) za 75 mln USD stając się jedynym akcjonariuszem spółki.
Logo firmy to stylizowany scyzoryk szwajcarski w który wkomponowano: klawiaturę, kamerę, trąbkę i pióro symbolizujące główne obszary działania spółki.  

## Działy

### Really Useful Theatre Company
Really Useful Theatre Company (RUT) produkuje i zarządza sztukami muzycznymi i musicalami, przede wszystkim (ale nie wyłącznie) napisanymi przez Andrew Lloyda Webbera. Odpowiada również za licencjonowanie swoich produkcji na całym świecie. W latach 90. RUT produkowała głównie własne produkcje, obecnie  ponownie nawiązała współpracę z innymi producentami i firmami produkcyjnymi.  
Lista produkcji i koprodukcji (dzieła Webbera wytłuszczono): 
- Joseph and the Amazing Technicolor Dreamcoat – Lloyd Webber / Rice
- Jesus Christ Superstar – Lloyd Webber / Rice
- Evita – Lloyd Webber / Rice
- Tell Me on a Sunday – Lloyd Webber / Don Black
- Cats – Lloyd Webber / T. S.  Eliot
- Starlight Express – Lloyd Webber / Richard Stilgoe
- Song and Dance – Lloyd Webber / Don Black
- The Phantom of the Opera – Lloyd Webber / Charles Hart / Stilgoe
- Aspects of Love – Lloyd Webber / Black & Hart
- By Jeeves – Lloyd Webber / Alan Ayckbourn
- Whistle Down the Wind – Lloyd Webber / Jim Steinman
- The Beautiful Game – Lloyd Webber / Ben Elton
- The Woman in White – Lloyd Webber / David Zippel
- Bombay Dreams – Rahman / Black
- The Sound of Music – Richard Rodgers / Oscar Hammerstein II
- Priscilla, królowa pustyni – musical
- Love Never Dies – Lloyd Webber / Elton / Glenn Slater
- The Wizard of Oz
- Daisy Pulls It Off – Denise Deegan
- The Hired Man – Howard Goodall / Melvyn Bragg
- Lend Me a Tenor – Ken Ludwig
- La Bête – David Hirson
- School of Rock – Lloyd Webber, Slater

### Really Useful Films
Really Useful Films jest odpowiedzialny za produkcję filmowych wersji musicali kompozycji Andrew Lloyda Webbera. W katalogu firmy znajdują się następujące produkcje (przede wszystkim telewizyjne i wideo): 
- Joseph and the Amazing Technicolour Dreamcoat (1991)[2]
- Aspects of Love (1993)[3]
- Cats (1998)[4]
- Andrew Lloyd Webber: The Royal Albert Hall Celebration (1998)[5]
- Joseph and the Amazing Technicolor Dreamcoat (1999)[6]
- Jesus Christ Superstar (2000)[7]
- By Jeeves (2001)[8]
- Andrew Lloyd Webber: Masterpiece (2002)
- The Phantom of the Opera (2004)[9] – film kinowy
- Cats (2019)[10]

The Phantom of the Opera w reżyserii Joela Schumachera z udziałem Gerarda Butlera i Emmy Rossum był nominowany do trzech Oscarów i trzech Złotych Globów

### Really Useful Records
Really Useful Records jest producentem albumów z obsadą musicali Andrew Lloyda Webbera. Od 1986 roku do 1999 roku, Really Useful Records miało wyłączną umowę z PolyGram na wydawanie albumów przez wytwórnię Polydor. Od tego czasu firma dystrybuuje swoje albumy i płyty DVD za pośrednictwem Universal, obecnych właścicieli PolyGram. Oprócz albumów obsadowych Really Useful wyprodukował także albumy dla: 
- Marti Webb,
- Sarah Brightman,
- Connie Fisher,
- Andrei Ross
- Michaela Balla.

### Teatry LW
LW Theatres (dawniej Really Useful Theatres) jest właścicielem  i zarządza obecnie sześcioma teatrami West Endu: 
- Adelphi
- Cambridge
- Gillian Lynne
- Her Majesty's
- London Palladium
- Royal, Drury Lane

W skład grupy wchodzi także miejsce The Other Palace (dawny St. James Theatre). 
Lloyd Webber kupił pierwszy teatr (Palace Theatre) w 1983 roku. W 1999 roku Lloyd Webber wspólnie z NatWest Equity Partners przejęli  Stoll Moss, właścicieli 10 londyńskich teatrów (w tym London Palladium i Theatre Royal, Drury Lane) za 85 mln funtów tworząc Really Useful Theatres. W 2018 roku Really Useful Theatres zmieniło nazwę na LW Theatres, aby uniknąć pomyłek z innymi firmami należącymi do Lloyda Webbera.   